# Osorski evanđelistar
Osorski evanđelistar (lat. Evangeliarium Absarense), napisan je u Osoru, beneventanom (vrsta latinice) na pergamentu 1070. ili 1081., ovisi kako se isčitava iz najave Uskrsa. 
Evanđelistar ima 59 listova veličine 11×19 cm s inicijalima i ukrasima. Na kraju izbornih evanđelja je svečana pjesma Exultet u kojoj se moli za bizantskog cara i hrvatskog kralja Zvonimira. Kodeks je iluminiran životinjskim i biljnim motivima, a na dva mjesta pojavljuju se i ljudski likovi. Čuva se u Vatikanu (Biblioteca Apostolica Vaticana). Bogato oslikana rukopisna osorska knjiga sadrži ulomke iz evanđelja počevši od blagdana Bogojavljenja do blagdana sv. Andrije Apostola. Za glazbu je hrvatskog srednjovjekovlja važna činjenica da su na samom kraju knjige zabilježena i notirana tri liturgijska recitativa s napjevom, i to Genealogija (Kristovo rodoslovlje) po Luki, Exultet - tj. pohvala uskrsnoj svijeći i Bogojavljenski navještaj blagdana.
U samom tekstu napjeva Exultet ("Nek usklikne sad nebesko mnoštvo anđela...") spominje se samostan sv. Nikole na Susku, koji je, prema podacima iz kronike iz Monte Cassina, sagradio sv. Gaudencije, a o trošku hrvatskog kralja Petra Krešimira IV. (1058. - 1074.). Stoga se smatra da je gore spomenuta liturgijska knjiga zapravo dar kralja novoosnovanoj crkvi. Ova je glazbena knjiga bila u uporabi u Osoru sve do kraja 13. stoljeća, na što upućuju naknadno dopisani napjevi pohvala (lauda), i to u čast pape Grgura, kralja Ludovika i biskupa Mihaela.
Ne zna se kada je i u kojim okolnostima ova vrijedna osorska glazbena knjiga stigla u knjižnicu muzeja Borgia u Vatikanu, niti kako je 1890. godine dospjela u knjižaru Silvia Bocce odakle je bila otkupljena i postala vlasništvo Ludwiga Rosenthalfsa u Münchenu. Ovaj je posljednji vlasnik potom knjigu prodao Vatikanskoj knjižnici, gdje je i danas pohranjena.

## Naknadni dodatci
Na posljednjem listu pergamene Osorskog evanđelistara nalazi se zanimljiv naknadni dodatak koji je namijenjen pjevanju. Riječ je o obrascu Navještaja blagdana koji počinje riječima "Navještamo dobrotu", kao i o osorskim aklamacijama, koje nisu notirane neumama (vrsta srednjovjekovnog notnog zapisa). Prvi glazbeni dodatak - Navještaj blagdana pisan je beneventanskim pismom i notacijom, dok su ostali dodaci, tj. pohvale (laude), pisane krajem 14. stoljeća (oko 1370.), i to gotičkim kurzivnim pismom. Ovaj je kasniji dodatak važan neposredni dokaz mjesta, tj. crkve u kojoj je Osorski evanđelistar tri stoljeća nakon svojega nastanka još uvijek bio u uporabi u bogoslužju.
Naime, smisao se dalmatinskih navještaja blagadana u to Osorski evanđelistar iz 11. stoljeća vrijeme nadovezuje na borbe koje su se u tadašnjem kršćanskom svijetu vodile oko datuma Uskrsa. Prema Nicejskom saboru dužnost je aleksandrijskog patrijarha bila da za svaku godinu utvrdi datum Uskrsa i o tome obavijesti druge biskupe. U galikanskoj se liturgiji taj navještaj obavljao na Bogojavljenje, i to u misi nakon evenđelja. Galikanski je običaj prihvaćen u Dalmaciji, pa su se napjevi Navještenja Uskrsa redovito pjevali u vrijeme Bogojavljenja. Takav je bio slučaj i u Splitu, što nam svjedoči poznati Splitski evanđelistar iz 8. stoljeća, koji se danas čuva u pismohrani splitske katedrale.